# Igor Mogne
Igor Mogne (1 de agosto de 1996) é um nadador de competição Moçambicano. Ele disputou também as Olimpíadas de 2016 no Rio de Janeiro, no masculino 100 metros livres.

## Carreira
Mogne começou a nadar com apenas seis anos de idade, aos oito anos,participou em competições de natação. Atualmente está competindo para o clube Sporting Clube de Portugal